# 通化专区
通化专区，中华人民共和国吉林省已撤销的专区，在今吉林省南部。
1949年置，属辽东省，专员公署驻通化市。辖通化市及通化、东丰、西丰、西安、海龙、临江、辑安、长白、抚松、靖宇、柳河、辉南12县。
1950年，东丰、西丰、西安3县由辽东省直辖。1952年，撤销通化专区，所属9县改由辽东省直辖。
1954年，复设通化专区，属吉林省，专署驻通化市。辖原辽东省所属通化市及通化、柳河、海龙、辉南、靖宇、抚松、长白、临江、辑安9县。
1956年，原由省直辖的东丰县划入通化专区。1958年，长白县改设长白朝鲜族自治县；将东丰县划归四平专区。通化专区辖1市、8县、1自治县。
1960年，撤销通化县，并入通化市；撤销临江县，改设浑江市。1962年，复设通化县。1965年，辑安县改名集安县。专区辖2市、7县、1自治县。
1968年，撤销通化专区，改置通化地区。 